# Виталиј Фридзон
Виталиј Валерјевич Фридзон (рус. Виталий Валерьевич Фридзон; Клинци, 14. октобар 1985) је руски кошаркаш. Игра на позицији бека.

## Успеси

### Клупски
- Химки:
  - Еврокуп (1): 2011/12.
  - ВТБ јунајтед лига (1): 2010/11.
  - Куп Русије у кошарци (1): 2008.

- ЦСКА Москва:
  - Евролига (1): 2015/16.
  - ВТБ јунајтед лига (5): 2013/14, 2014/15, 2015/16, 2016/17, 2017/18.

### Појединачни
- Најкориснији играч плеј-офа ВТБ јунајтед лиге (1): 2010/11.

### Репрезентативни
- Европско првенство:  2011.
- Летње олимпијске игре:  2012.